# Setmana Catalana de 1996
La Setmana Catalana de 1996, va ser la 33a edició de la Setmana Catalana de Ciclisme. Es disputà en 6 etapes del 25 al 29 de març de 1996. El vencedor final fou el suís Alex Zülle de l'equip ONCE per davant d'Iñigo Cuesta i Francesco Casagrande.
Zülle va trimfar en aquesta edició gràcies a les victòries a les etapes decisives d'Andorra i de Montjuïc. Es va mostrar molt superior a la resta de ciclistes, especialment a la muntanya. Cal destacar també Erik Zabel, que va imposar la seva llei als esprints.
Com anèctdota, es podria dir que aquesta "Setmana" seria la de la "Z", ja que tots els cognoms del guanyadors començaven amb aquesta consonant.

## Etapes
| Etapa | Data       | Ciutats d'etapa                                | km    | Vencedor de l'etapa  | Líder de la general |
| ----- | ---------- | ---------------------------------------------- | ----- | -------------------- | ------------------- |
| 1a    | 25 de març | Lloret de Mar – Lloret de Mar                  | 166,0 | Erik Zabel (GER)     | Erik Zabel (GER)    |
| 2a    | 26 de març | Lloret de Mar – Cornellà de Llobregat          | 188,0 | Erik Zabel (GER)     | Erik Zabel (GER)    |
| 3a    | 27 de març | Cornellà de Llobregat - Coll de Pal ( Andorra) | 216,0 | Alex Zülle (SUI)     | Alex Zülle (SUI)    |
| 4a    | 28 de març | Llívia - Vic                                   | 160,7 | Erik Zabel (GER)     | Alex Zülle (SUI)    |
| 5a A  | 29 de març | Gurb - Estudis de TVE a Sant Cugat             | 74,0  | Stefano Zanini (ITA) | Alex Zülle (SUI)    |
| 5a B  | 29 de març | Circuit de Montjuïc (CRI)                      | 11,8  | Alex Zülle (SUI)     | Alex Zülle (SUI)    |

### 1a etapa[1]
25-03-1996: Lloret de Mar, 166,0 km.:
|   | Ciclista               | Equip                 | Temps      |
| - | ---------------------- | --------------------- | ---------- |
| 1 | Erik Zabel (GER)       | Team Deutsche Telekom | 4h 09' 43" |
| 2 | Stefano Zanini (ITA)   | Gewiss-Playbus        | m. t.      |
| 3 | Max van Heeswijk (NED) | Motorola              | m. t.      |

### 2a etapa[2]
26-03-1996: Lloret de Mar – Cornellà de Llobregat, 188,0 km.
|   | Ciclista            | Equip                 | Temps      |
| - | ------------------- | --------------------- | ---------- |
| 1 | Erik Zabel (GER)    | Team Deutsche Telekom | 4h 56' 17" |
| 2 | Marcel Wüst (GER)   | MX Onda               | m. t.      |
| 3 | Melcior Mauri (ESP) | ONCE                  | m. t.      |

### 3a etapa[3]
27-03-1996: Cornellà de Llobregat - Coll de Pal, 216,0 km.:
|   | Ciclista                 | Equip          | Temps      |
| - | ------------------------ | -------------- | ---------- |
| 1 | Alex Zülle (SUI)         | ONCE           | 6h 42' 57" |
| 2 | Francesco Frattini (ITA) | Gewiss-Playbus | + 49"      |
| 3 | Iñigo Cuesta (ESP)       | ONCE           | m. t.      |

### 4a etapa[4]
28-03-1996: Llívia - Vic, 160,7 km.:
|   | Ciclista              | Equip                 | Temps      |
| - | --------------------- | --------------------- | ---------- |
| 1 | Erik Zabel (GER)      | Team Deutsche Telekom | 3h 49' 48" |
| 2 | Stefano Zanini (ITA)  | Gewiss-Playbus        | m. t.      |
| 3 | Mariano Piccoli (ITA) | Brescialat            | m. t.      |

### 5a etapa A[5]
29-03-1996: Gurb - Estudis de TVE a Sant Cugat, 74,0 km.:
|   | Ciclista             | Equip                 | Temps      |
| - | -------------------- | --------------------- | ---------- |
| 1 | Stefano Zanini (ITA) | Gewiss-Playbus        | 1h 37' 16" |
| 2 | Erik Zabel (GER)     | Team Deutsche Telekom | m.t        |
| 3 | Marcel Wüst (GER)    | MX Onda               | m.t        |

### 5a etapa B[5]
29-03-1996: Circuit de Montjuïc (CRI), 11,8 km.:
|   | Ciclista                   | Equip | Temps   |
| - | -------------------------- | ----- | ------- |
| 1 | Alex Zülle (SUI)           | ONCE  | 15' 42" |
| 2 | Melcior Mauri (ESP)        | ONCE  | + 25"   |
| 3 | Francesco Casagrande (ITA) | Saeco | + 28"   |

## Classificació General
|    | Ciclista                   | Equip          | Punts       |
| -- | -------------------------- | -------------- | ----------- |
| 1  | Alex Zülle (SUI)           | ONCE           | 21h 31' 45" |
| 2  | Iñigo Cuesta (ESP)         | ONCE           | + 01' 20"   |
| 3  | Francesco Casagrande (ITA) | Saeco          | + 01' 27"   |
| 4  | Francesco Frattini (ITA)   | Gewiss-Playbus | + 01' 32"   |
| 5  | Stefano Della Santa (ITA)  | Mapei          | + 02' 31"   |
| 6  | Laurent Dufaux (SUI)       | Festina-Lotus  | + 02' 33"   |
| 7  | Abraham Olano (ESP)        | Mapei          | + 02' 39"   |
| 8  | Andrea Noè (ITA)           | Mapei          | + 02' 45"   |
| 9  | José María Jiménez (ESP)   | Banesto        | + 03' 00"   |
| 10 | Melcior Mauri (ESP)        | ONCE           | + 03' 08"   |